# 橋本嘉幸
橋本 嘉幸（はしもと よしゆき、1930年6月20日 - 2008年4月1日）は、日本の薬学者。専門は、薬物代謝学、発がん、腫瘍免疫学など。薬学博士（東京大学、1958年）。医学博士（東北大学、1979年）。東北大学名誉教授。東京生まれ。

## 略歴

### 学歴
- 1953年3月 東京大学医学部薬学科(現・東京大学薬学部薬学科)卒業
- 1958年9月 東京大学大学院化学系研究科薬学専門課程博士課程修了 東京大学 薬学博士 論文の題は「P-Dimethylaminoazobenzene(DAB)の犬尿中代謝成分に就いて」。
- 1979年9月 東北大学 医学博士 論文の題は「ニトロソアミンによるラット膀胱上皮細胞の試験管内癌化に関する研究」[1]。

### 職歴
- 1958年6月 東京大学薬学部助手
- 1962年7月 財団法人東京生化学研究所主任研究員
- 1975年4月 東北大学薬学部教授
- 1993年4月 東北大学薬学部長（1994年3月まで）
- 1994年3月 東北大学定年退官
- 1994年4月 東北大学名誉教授
- 1995年10月 財団法人佐々木研究所所長（2001年3月まで）
- 1999年7月 共立薬科大学理事長（2008年3月まで）（共立薬科大学理事長在任時には慶應義塾大学と共立薬科大学の合併に尽力し、共立薬科大学は慶應義塾大学薬学部となった）
- 2008年4月1日、慶應義塾常任理事に就任当日、心不全のため急逝、享年77

#### 学内における役職
- 東北大学評議員
- 東北大学大学院薬学研究科長
- 東北大学薬学部附属薬用植物園長

## 学会活動
- 日本免疫学会理事
- 日本薬学会理事
- 日本癌学会理事・会長（1993年）
- 日本学術会議会員など

## 受賞歴
- 1985年「膀胱癌の実験的研究」により高松宮妃癌研究基金学術賞、
- 1988年「モノクローナル抗体の医学・薬学への応用」により日本薬学会学術賞
- 1997年 日本癌学会吉田富三賞

## 各種委員歴
- 文部省学術審査専門委員
- 特定研究領域推進分科会
- 大学設置・学校法人審議会専門委員
- 厚生省中央薬事審議会臨時委員
- 食品衛生調査部会臨時委員
- 科学技術会議専門委員など

## 叙勲歴
- 紫綬褒章
- 2005年11月 瑞宝中綬章[2]

## 著書一覧
- 腫瘍免疫学、青木忠夫・橋本嘉幸、新宿書房 (1972)
- 化学物質と癌の発生、小田嶋成和・橋本嘉幸編、学会出版センター (1978)
- 図説癌免疫のしくみ、菊地浩吉・橋本嘉幸、新宿書房 (1979)
- がんと免疫 (がんのバイオサイエンス)、橋本嘉幸編、東京大学出版会 (1991)
- アポトーシスの分子医学 (Newメディカルサイエンス)、橋本嘉幸・山田武編、羊土社 (1995)
- 新アポトーシスの分子医学 (新臨床医のための分子医学シリーズ)、橋本嘉幸・山田武編、羊土社 (1999)
- アポトーシス―細胞死の機構、長田重一・井川洋二・橋本嘉幸編、羊土社 (2000)

## 関連人物
- 出川雅邦